# Най (округ, Невада)
Шаблон:StateAbbr_ 38°03′ пн. ш. 116°27′ зх. д. / 38.05° пн. ш. 116.45° зх. д.
Округ Най (англ. Nye County) — округ (графство) у штаті Невада, США. Ідентифікатор округу 32023.

## Історія
Округ утворений 1864 року.

## Демографія
За даними перепису
2000 року
загальне населення округу становило 32485 осіб, зокрема міського населення було 14719, а сільського — 17766.
Серед мешканців округу чоловіків було 16650, а жінок — 15835. В окрузі було 13309 домогосподарств, 9068 родин, які мешкали в 15934 будинках.
Середній розмір родини становив 2,9.
Віковий розподіл населення поданий у таблиці:
| Стать    | До 15 років | 15-21 | 22-29 | 30-39 | 40-49 | 50-65 | 65-85 | Понад 85 |
| -------- | ----------- | ----- | ----- | ----- | ----- | ----- | ----- | -------- |
| Чоловіки | 3332        | 1209  | 1019  | 2016  | 2390  | 3590  | 2970  | 124      |
| Жінки    | 3103        | 1162  | 968   | 2040  | 2284  | 3388  | 2715  | 175      |

## Суміжні округи
- Лендер — північ
- Еврика — північ
- Вайт-Пайн — північний схід
- Лінкольн — схід
- Кларк — схід
- Есмералда — захід
- Мінерал — захід
- Іньйо, Каліфорнія — південь
- Черчилл — північний захід

## Виноски
1. ↑  U.S. Decennial Census. United States Census Bureau. Архів оригіналу за 26 квітня 2015. Процитовано 20 грудня 2014.
2. ↑  Historical Census Browser. University of Virginia Library. Архів оригіналу за 11 серпня 2012. Процитовано 20 грудня 2014.
3. ↑  Population of Counties by Decennial Census: 1900 to 1990. United States Census Bureau. Архів оригіналу за 3 квітня 2015. Процитовано 20 грудня 2014.
4. ↑  Census 2000 PHC-T-4. Ranking Tables for Counties: 1990 and 2000 (PDF). United States Census Bureau. Архів оригіналу (PDF) за 18 грудня 2014. Процитовано 20 грудня 2014.
5. ↑  State & County QuickFacts. United States Census Bureau. Архів оригіналу за 15 липня 2011. Процитовано 23 вересня 2013.(англ.) Наведено за англійською вікіпедією.
6. ↑  American FactFinder. Бюро перепису населення США. Архів оригіналу за 26 лютого 2012. Процитовано 31 січня 2008.

| США | Це незавершена стаття з географії США. Ви можете допомогти проєкту, виправивши або дописавши її. |